# 北頓別仮乗降場
北頓別仮乗降場（きたとんべつかりじょうこうじょう）は、北海道（宗谷支庁）枝幸郡浜頓別町字日の出にあった日本国有鉄道（国鉄）天北線の仮乗降場（廃駅）である。利用者減少に伴い1967年（昭和42年）10月1日に廃駅となった。

## 駅周辺
- 国道238号（オホーツクライン）
- クッチャロ湖
- 頓別川

## 歴史
- 時期不詳（1951年以降1957年以前） - 日本国有鉄道北見線の北頓別仮乗降場（局設定）として開業[1]。
- 1961年（昭和36年）4月1日 - 線路名を天北線に改称、それに伴い同線の仮乗降場となる。
- 1967年（昭和42年）10月1日 - 廃止[1]。

## 隣の駅
日本国有鉄道
天北線
浜頓別駅 - 北頓別仮乗降場 - 山軽駅

## 参考図書
- 国土地理院 1959年2月28日発行 2万5千分の1地形図 「浜頓別」（1957年測量）